# كاتي هوبكنس
كاتي أوليفيا هوبكنز (بالإنجليزية: Katie Olivia Hopkins)‏ هي إعلامية وصحفية إنجليزية ولدت في يوم 13 فبراير 1975 في بلدة بارنستبل في إنجلترا، ظهرت في البداية كضيفة في برنامج تلفزيون الواقع البريطاني ذا أبرينتايس، نشرت مقالاتها في عدة صحف بريطانية مثل ذا سن في 2013، و ديلي ميل من 2015 إلى 2017، كما عملت كمذيعة في قناة الراديو إل بي سي (شركة لندن للإذاعة). تم إتهامها بالعنصرية ضد المهاجرين عقب نشر تغريدات لها في تويتر بعد حادثة هجوم مانشستر أرينا في سنة 2017. مما أجبر صحيفة الديلي ميل لدفع مبلغ 150 ألف جنيه إسترليني لعائلة مسلمة بعد قيام هوبكنس بإتهامها بالتطرف. في يناير 2018 إنضمت إلى شبكة ذا ريبل ميديا اليمينية الكندية.
كاتي هوبكنز من كبار المعجبين بإسرائيل ، ومعها الكثير من اليمين الفاشي الحديث. في شهر يونيو 2019 ظهرت هوبكنز على قناة تلفزيونية إسرائيلية ودعت علنا إلى طرد ما يقرب سبعة ملايين فلسطيني يعيشون الآن في الأرض الواقعة بين نهر الأردن والبحر الأبيض المتوسط.

## روابط خارجية
- كاتي هوبكنس على غاب
- كاتي هوبكنس على موقع IMDb (الإنجليزية)
- كاتي هوبكنس على موقع قاعدة بيانات الفيلم (الإنجليزية)